# Gustav Meyer (Schiff)
Die Gustav Meyer ist ein deutscher Tonnenleger, der als Gasschutzschiff konzipiert ist und so auch in gefährlicher Außenluft operieren kann. Eigner des Schiffes ist die Bundesrepublik Deutschland, vertreten durch das Bundesministerium für Digitales und Verkehr. Bereedert wird die Gustav Meyer vom Wasserstraßen- und Schifffahrtsamt Ems-Nordsee (ehemals WSA Emden).
Gebaut wurde die Gustav Meyer 1966/67 auf der Jadewerft in Wilhelmshaven (Baunummer 103). Die Kiellegung erfolgte am 15. Januar 1966, der Stapellauf im August 1966. Fertiggestellt wurde das Schiff im Januar 1967.
Angetrieben wird das Schiff von zwei Viertakt-Dieselmotoren der Klöckner-Humboldt-Deutz AG mit einer Leistung von je 552 kW, die auf einen Verstellpropeller wirken. Das Schiff kann eine Höchstgeschwindigkeit von 14 Knoten erreichen. Weiterhin verfügt das Schiff über ein Bugstrahlruder mit Verstellpropeller und ein Aktivruder.
Die Gustav Meyer wird als Tonnenleger zum Auslegen und Einholen von schwimmenden Seezeichen eingesetzt. Darüber hinaus erfüllt sie Überwachungs- und schifffahrtspolizeiliche Aufgaben. Nachdem das Schiff im Jahr 1992 auf der Schichau Seebeckwerft in Bremerhaven umgebaut und dabei mit einer Feuerlöschanlage und einer ABC-tauglichen Schutzluftanlage ausgerüstet wurde, kann das Schiff auch bei Bränden und als Gasschutzschiff zur Schadstoffbekämpfung eingesetzt werden.
Einsatzgebiet der Gustav Meyer ist die Ems und deren Mündungsgebiet. Der Liegeplatz des Schiffes befindet sich im Emder Außenhafen.

## Namensgeber des Schiffes
Gustav Meyer wurde 1868 in Bremervörde geboren. Er war nach Beendigung seiner Ausbildung zunächst mehrere Jahre bei den damaligen Wasserbauämtern Emden, Husum und Geestemünde tätig, bevor er im Rahmen des ersten Ausbaus des Nord-Ostsee-Kanals von 1907 bis 1914 mit dem Bau der neuen Schleusen betraut wurde. Nach dem Abschluss wurde er 1914 nach Berlin versetzt und übernahm dort als Referent die Leitung des Seezeichenwesens. Während seiner Zeit in Berlin wurde er zum Geheimen Oberbaurat und später zum Ministerialrat ernannt. Auch nach seiner Versetzung in den Ruhestand 1933 war er noch als Sachverständiger in internationalen Gremien tätig und erhielt 1934 die Würde eines Dr.-Ing. ehrenhalber. In seinem 85. Lebensjahr wurde er kurz vor seinem Tode Ehrenbürger von Brunsbüttelkoog in Würdigung seiner Leistungen beim Bau der neuen Schleusen des Nord-Ostsee-Kanals.

## Schwesterschiffe
Auf der Jadewerft und der Norderwerft wurden drei weitere Tonnenleger dieses Typs gebaut:
- Otto Treplin (Jadewerft/Baunummer 101), von 1966 bis 2002 Wasser- und Schifffahrtsamt Kiel und seit 2008 Reederei Norden-Frisia
- Konrad Meisel (Jadewerft/Baunummer 113), von 1968 bis 1998 Wasserstraßen- und Schifffahrtsamt Cuxhaven und seit 2009 als Claymore II in Neuseeland registriert
- Bruno Illing (Norderwerft/Baunummer 864) von 1968 bis 2012 Wasserstraßen- und Schifffahrtsamt Bremerhaven